# 壮瞥温泉
壮瞥温泉（そうべつおんせん）は、北海道有珠郡壮瞥町にある温泉。

## 泉質
- 炭酸水素塩泉
  - 源泉温度67 - 91℃
  - 湧出量毎分1,200リットル

## 温泉街
洞爺湖の湖畔を中心に温泉地が広がり、6軒の旅館が存在する。洞爺湖温泉の東側に位置し、両者は距離が近いことから観光案内では併せて紹介されることも多い。温泉地の南側には有珠山、昭和新山が位置する。

## アクセス
- 鉄道 : 室蘭本線伊達紋別駅または長和駅より道南バス洞爺湖温泉行き（壮瞥経由）で壮瞥温泉下車。伊達紋別駅より約26分、長和駅より約18分。